# Francisco González Chermá
Francisco González Chermá (Castellón de la Plana, 1832 - 1896) fue un empresario, periodista y político de la Comunidad Valenciana, España.

## Biografía
Heredó de su padre uno de los principales talleres de calzado de Castellón. También tocaba el violín. Empezó militando en la sección demócrata del Partido Progresista, y en 1862 presidió el Comité Democrático de Castellón, por lo que participó los intentos golpistas de Juan Prim y Prats en 1862 y 1868. Debido a su participación en el alzamiento de 1867 fue detenido y condenado a muerte en un consejo de guerra, pero gracias a la mediación de Ruperto Gasset Mesina (padre de Fernando Gasset Lacasaña) le fue conmutada por 20 años de prisión. Fue enviado a la prisión de Tarragona para cumplir la condena, pero el triunfo de la revolución de 1868 le valió la amnistía y formó parte de la Junta Revolucionaria de Castellón. Se integró entonces en el Partido Republicano Democrático Federal, vencedor de las elecciones municipales de Castellón de diciembre de 1869 y gracias a las cuales, en enero de 1869, fue elegido por votación popular alcalde de Castellón. Asimismo, fue diputado al Congreso por el distrito electoral de Castellón de la Plana en las elecciones de 1871, abril de 1872, agosto de 1872 y 1873.
Fue uno de los firmantes del Pacto de Tortosa (mayo de 1869) en representación de Castellón, pero en julio de 1873 abandonó el partido por discrepancias con Francisco Pi i Margall. Entonces se alineó con el sector más intransigente del republicanismo federalista y participó en la revuelta cantonalista de Castellón de la Plana. Tras el fin de la Primera República (1874) se dedicó al periodismo, dirigiendo los diarios El Centinela Federal, El Clamor, El Clamor de la Democracia y El Clamor de Castellón. En 1881 abandonó el federalismo y se adhirió al manifiesto de Manuel Ruiz Zorrilla y Nicolás Salmerón. En las elecciones generales de 1891 fue elegido nuevamente diputado del Partido Republicano Progresista por Castellón.